# Quiteria

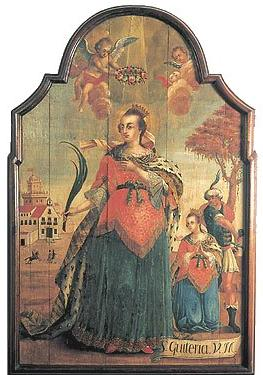
Martyrium der hl. Quiteria (18. Jh.)

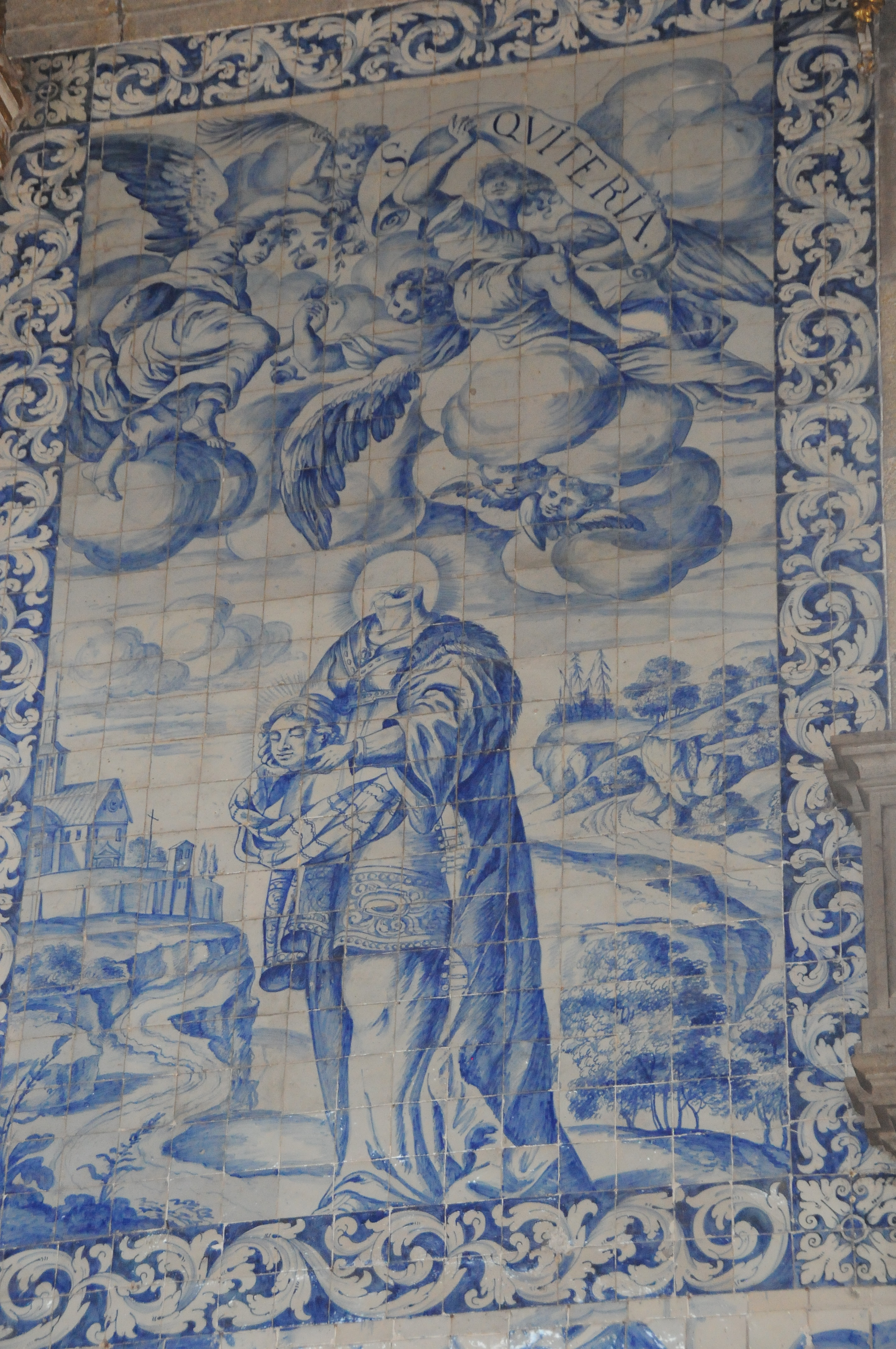
Hl. Quiteria, Kachelbild in Braga

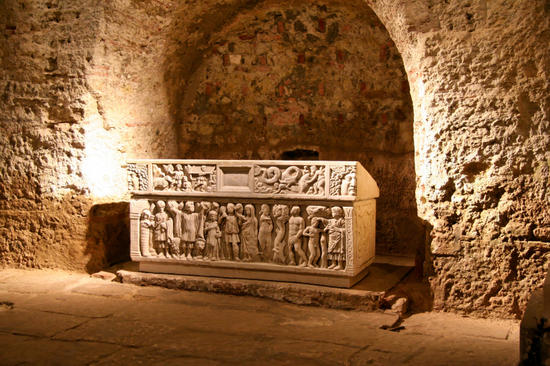
Sarkophag der hl. Quiteria in Aire-sur-l’Adour

Quiteria (französisch Quitterie, spanisch Quiteria; * 119 in Braga; † 130 in Marjaliza bei Toledo) ist der Name einer kindlich-jugendlichen Märtyrin des 2. oder 5. Jahrhunderts. Ihre Vita wird bereits im Martyrologium Hieronymianum erwähnt; gemäß der französischen Überlieferung zählt sie zur Gruppe der Cephalophoren („Kopfträger“).

## Legenden

### Portugal
Gemäß einer portugiesischen Legende war Quiteria eine der Neunlingstöchter von Calsia, der Frau des römischen Statthalters in Braga. Sie und ihre Schwestern Liberata, Marina, Victoria, Germana, Eufemia, Marciana, Genibera und Basilia wurden verstoßen und von christlichen Eltern erzogen. Im Alter von 11 Jahren wurden die Kinder entdeckt und mussten fliehen; Quiteria kam bis nach Marjaliza bei Toledo, wo sie jedoch enthauptet wurde.
Ihre Gebeine wurden angeblich in der westgotischen Kirche San Pedro de la Mata beigesetzt, bevor sie nach dem Einfall der Mauren im 8. Jahrhundert nach Aire-sur-l’Adour in Frankreich transferiert wurden.

### Frankreich
Gemäß der – eventuell später anzusetzenden – französischen Überlieferung war Quiteria die Tochter eines westgotischen Königs von Toulouse. Ihr Vater hatte für sie die Ehe mit einem Sklaven namens Germanus geplant, der an seinem Hof niedere Arbeiten verrichten musste. Doch Quiteria weigerte sich; um der Verfolgung ihres Vaters zu entkommen, floh sie – als Reiter verkleidet – nach Aire sur-l’Adour, wo sie von Germanus aufgespürt und im Jahr 472 enthauptet wurde. Als ihr Kopf den Boden berührte, entsprang dort eine Quelle. Anschließend soll sie mit ihrem Kopf in den Händen noch auf einen nahegelegenen Hügel gegangen sein, wo sie beigesetzt wurde.

## Verehrung
Der hl. Quiteria sind zahlreiche Kirchen im Westen Frankreichs sowie in Spanien und im spanisch-portugiesischen Kolonialreich geweiht. Sie ist die Schutzpatronin der Städte Sigüenza und Aire-sur-l’Adour. Darüber hinaus wird sie als Schutzheilige gegen Tollwut verehrt. Eine Brücke mit ihrem Namen überquert den Río Mijares nördlich der Stadt Villarreal (valencianisch Vila-real).

## Darstellung
Die Heilige hat keine speziellen Attribute, sondern trägt lediglich eine Märtyrerpalme in Händen. In seltenen Fällen wird sie auch mit ihrem abgeschlagenen Kopf in Händen dargestellt.